# Francesco Martelli (bispo)
Francesco Martelli (falecido a 9 de Março de 1578) foi um prelado católico romano que serviu como bispo de Reggio Emilia (1575–1578).

## Biografia
No dia 15 de Abril de 1569, Francesco Martelli foi nomeado bispo de Reggio Emilia durante o papado de Pio V, onde serviu como bispo até à sua morte a 9 de Março de 1578.

## preladocatólico romano
- Cheney, David M. «Diocese of Reggio Emilia-Guastalla». Catholic-Hierarchy.org. Consultado em 16 de junho de 2018
- Chow, Gabriel. «Diocese of Reggio Emilia-Guastalla (Italy)». GCatholic.org. Consultado em 16 de junho de 2018